# Manifeste des douze
Pour l’article homonyme, voir Manifeste des douze (15 novembre 1940).
Le manifeste des douze : « Ensemble contre le nouveau totalitarisme » est un appel à la lutte contre l'islamisme publié initialement par Charlie Hebdo le 1er mars 2006, puis repris par diverses publications en Europe occidentale mais aussi ailleurs dans le monde. L'islamisme y est dénoncé comme un totalitarisme religieux mettant en danger la démocratie, dans la lignée du fascisme, du nazisme et du stalinisme. Le manifeste fait suite aux manifestations parfois violentes contre la publication de caricatures du prophète de l'islam dans le journal danois Jyllands-Posten le 30 septembre 2005 puis dans Charlie Hebdo le 8 février 2006.
Ce manifeste est suivi d'un appel à signature de la pétition Contre un nouvel obscurantisme publiée le 28 avril 2006 et rédigée par Pierre Cassen, Corinne Lepage et Caroline Fourest, pétition dénoncée par la Ligue des droits de l'homme qui considère qu'elle tend à « diaboliser l'islam »,.

## Signataires
- Ayaan Hirsi Ali
- Chahla Chafiq-Beski
- Caroline Fourest
- Bernard-Henri Lévy
- Irshad Manji
- Maryam Namazie
- Mehdi Mozaffari
- Taslima Nasreen
- Salman Rushdie
- Antoine Sfeir
- Philippe Val
- Ibn Warraq

L'historien Dominique Avon note que parmi les signataires, « les trois quarts [ont] grandi dans la religion musulmane et, pour une partie d'entre eux, l'[ont] abandonnée ».

## Reprise du manifeste en Europe
- France : Charlie Hebdo (1er mars), L'Express a publié l'intégralité du manifeste (2 mars) - RTL (28 février) - Proche-orient.info (1er mars) - RMC (1er mars) - France Info (28 février) - France2.fr (28 février) - Europe 1 (28 février) - RFI (2 mars) - le magazine TOC publié l'intégralité du manifeste (5 mars)
- Danemark : Jyllands-Posten (1er mars) - Politiken (accueil défavorable) - Berlingske Tidende - Kristeligt Dagblad (en)
- Suisse : Radio suisse romande (1er mars) - Le Temps a publié l'intégralité du manifeste (2 mars)
- Belgique : RTL (28 février) - De Morgen (1er mars) - The Brussels Journal (accueil défavorable)
- Allemagne : Die Welt (2 mars) - Der Spiegel (3 mars)
- Italie : Sky News (1er mars) - Libero (2 mars)
- Chypre : Middle East Times (2 mars)
- Suède : Expressen (3 mars)

## Reprise du manifeste ailleurs dans le monde
- Canada : Radio Canada (1er mars) - Toronto Star (accueil défavorable)
- Colombie : El Malpensante (en)
- Iran : Asre-Nou